# Stefanie Kaiser
Stefanie Kaiser (* 31. Oktober 1992 in Wiener Neustadt, Österreich) ist eine ehemalige österreichische Handballspielerin, die dem Kader der österreichischen Nationalmannschaft angehörte.

## Karriere

### Im Verein
Kaiser begann das Handballspielen im Alter von elf Jahren an einer Schule in Katzelsdorf. Zwischen 2005 und 2008 spielte sie in der Jugendabteilung des ZV McDonald’s Wiener Neustadt. Anschließend schloss sich die Kreisläuferin dem Verein Hypo Niederösterreich an. Dort lief Kaiser anfangs ebenfalls im Jugendbereich auf und gehörte später dem Kader der 2. Damenmannschaft an, die in der WHA antrat. Ab dem Sommer 2010 gehörte sie dem Kader der 1. Damenmannschaft an. Mit Hypo gewann sie von 2011 bis 2016 in jedem Jahr sowohl die österreichische Meisterschaft als auch den ÖHB-Cup.
Kaiser wechselte im Sommer 2016 zum deutschen Bundesligisten VfL Oldenburg. Nachdem Kaiser in der Saison 2016/17 45 Tore für Oldenburg geworfen hatte, unterschrieb sie im Sommer 2017 einen Vertrag beim schwedischen Erstligisten Boden Handboll IF. Im Dezember desselben Jahres wurde ihr Vertrag auf ihrem Wunsch hin aufgelöst. In diesem Zeitraum erzielte sie sieben Erstligatreffer für Boden. Im Jänner 2018 kehrte Kaiser zu Hypo Niederösterreich zurück. Seitdem gewann sie mit Hypo 2018, 2021 und 2022 die österreichische Meisterschaft sowie 2019, 2021 und 2022 den ÖHB-Cup. Im Sommer 2022 schloss sie sich dem deutschen Bundesligisten HSG Blomberg-Lippe an. Zur Saison 2024/25 wechselte sie zur Sport-Union Neckarsulm. Im April 2025 gab Neckarsulm bekannt, dass Kaiser nach Saisonende ihre aktive Karriere beendet.

### In Auswahlmannschaften

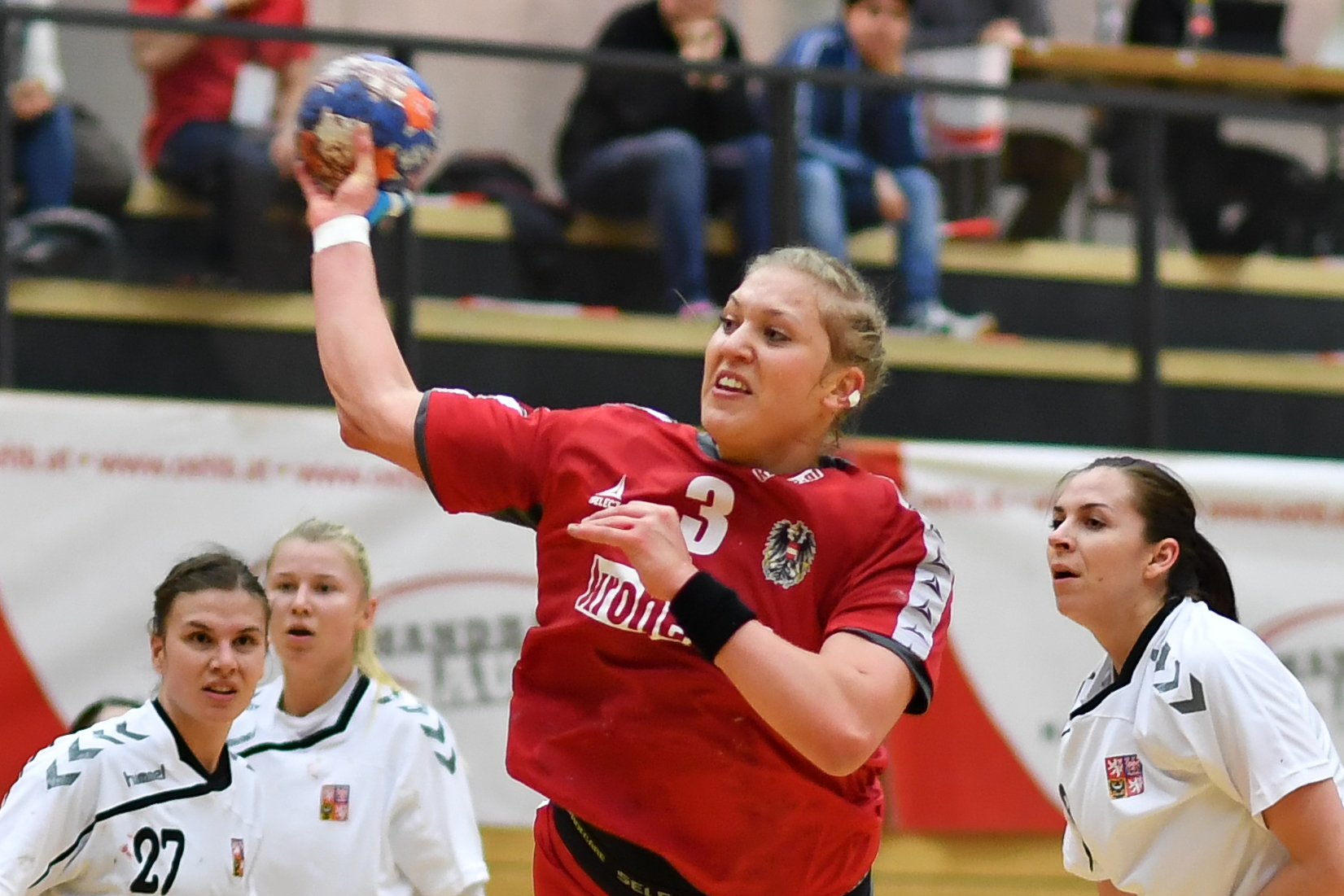
Stefanie Kaiser in einem Spiel für das Nationalteam (2017)

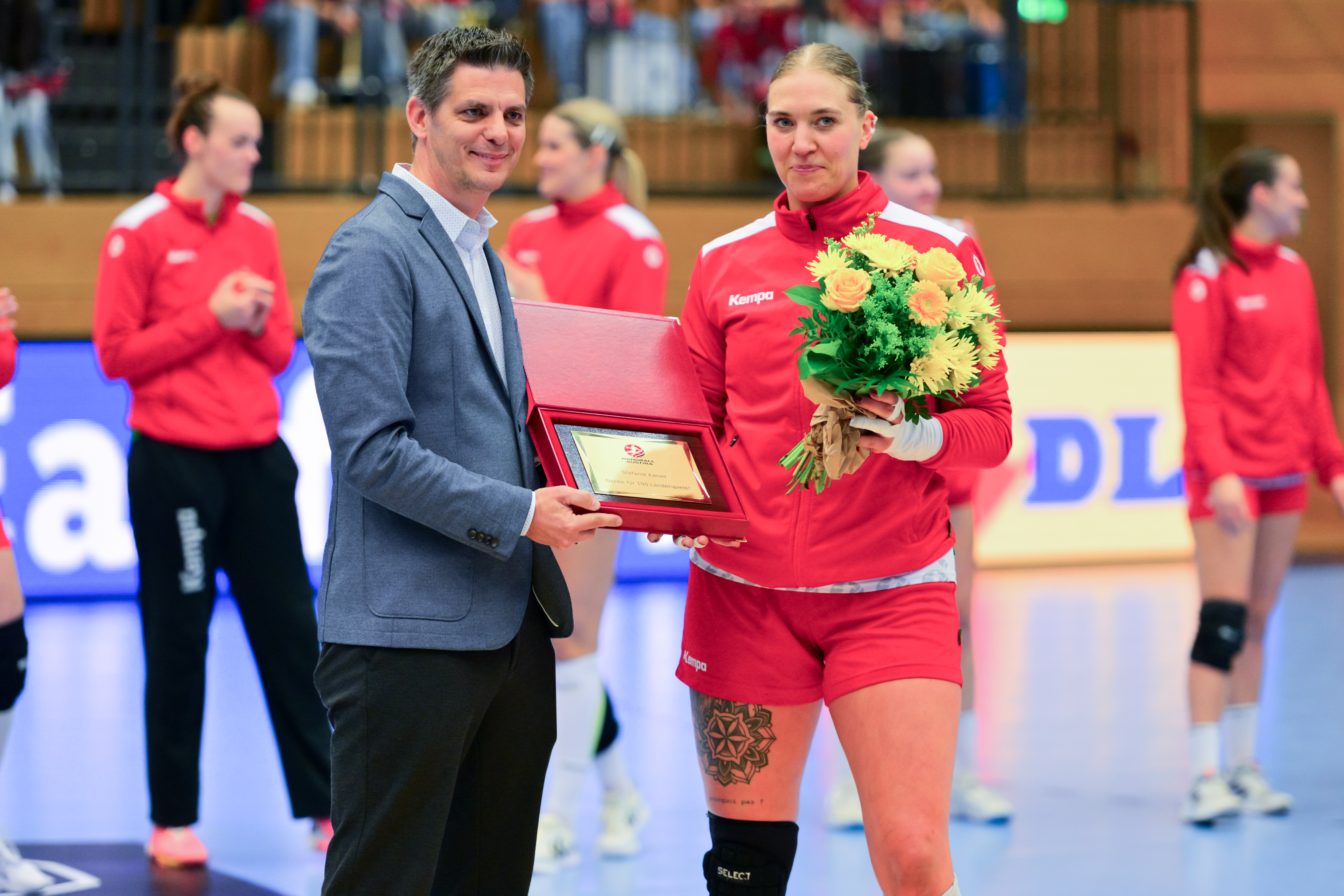
Stefanie Kaiser wird für 100 Länderspiele geehrt (2024)

Kaiser gewann mit der österreichischen Juniorinnennationalmannschaft im Jahr 2011 die Bronzemedaille bei der U-19-Europameisterschaft. Sie steuerte 28 Treffer zum Erfolg bei. Kaiser gab am 25. September 2010 ihr Debüt für die österreichische A-Nationalmannschaft. Mit Österreich nahm sie an der Weltmeisterschaft 2021 teil. Aufgrund einer vorm Turnierbeginn festgestellten Infektion an SARS-CoV-2 wirkte Kaiser lediglich in den letzten beiden Spielen mit. Zwei Jahre später nahm sie erneut an der Weltmeisterschaft teil und schloss das Turnier auf dem 19. Platz ab. Kaiser erzielte im Turnierverlauf drei Treffer.

## Sonstiges
Ihre Schwester Viktoria Kaiser spielt ebenfalls Handball.